# بيتر دينكلاج
بيتر هايدن دِينْكلاج (بالإنجليزية: Peter Hayden Dinklage) (مواليد 11 يونيو 1969) هو ممثّل ومُنتِج أفلام أمريكي. حَاز على العديد من الجوائز، منها جائزة غُولدْن غلُوب وجائزتي إيمِي برَايم تَايم.
وُلد في بلدة مُوريستَاون بولاية نيو جيرسي وقضى طُفولته في برُوكسَايد. دينكلاج يعانِي من مَرض القَزَامَة (لاَتصَنّع الغُضرُوف) ويبلُغُ طوله 135 سم. بَدَأ التّمثيل منذ طفولَته في مسرَحِيةِِ في الصَّفِ الخَامس بعُنوان الأرنبُ المَخمَلِي. درس التمثيل في كلية بِينِينغتُون. وبعد المشاركة في عدة إنتاجات مسرحية هَاوِية، بدأ مسيرتَه السينِيمائِية في فيلم العيشُ في النِّسيان (1995)، وكانت بدايةُ سطوعِهِ في عالم السينما مع الفيلم الكومِيدِي الدّرامي عَاملُ المحطّة. ومُنذ ذلك الحين تمكّن من الظّهُور في العديد من الأَعمَال مِثل الفيلم الكوميدي قَزَم (2003) وفيلم الجريمة أثبِتْ جَرِيمتِي (2006)، فيلم البطل الخارق الكوميدي الخاسر (2007)، الفيلم الخيالي سِجِلاّت نَارنيَا: الأمير قَزَوِين (2008) وفيلم الأبطال الخارقِين رجال-إكس: أيّام المُستقبل الماضِي (2014).
منذُ 2011، يلعب دنكليج دور تِيريُون لانِستَر في المسَلسَل الدّرَامي صِرَاع العُروش الذي تعرضهُ شبَكة إتش بي أو، وقد حصّله هذا الدَّور على جائِزَتي إيمِي برَايم تَايم لأفضَل مُمثل مُساعِد في مسلسل درامي سنَة 2011 وسنة 2015، بالإضَافةِ إلى تلَقِيه ترشِيحَات جَوائِز إيمي متتَالية منذُ 2011 إلى 2016. وَقد فَاز كذلك بجائزة غُولدْن غلُوب لأفضل مُمثِل مُسَاعد - مُسلسل، أو مسلسل قصير أو فيلم تِلفِزيُوني. يُعتَبر بِيتر دنكليج من أَعلى الممثِلين أَجراً على شاشة التّلفِزيُون.

## نشأته وبدايته
وُلد بيتر هَايدْن دِينكْلاَج في 11 يونيو، 1969 في مُورِيستَاون، نيوجيرسي، لأبِِ أَمريكِي أَلمانِي يُدعَى جُون كَارل دِينكْلاج (1931–2004) ويَعمَلُ بائعاً لبُولِيصَات التّأمِين وأمِِّ اسمُها دَايَان دينكلاج (1943–)، مدرِسّة مُوسيقى في المدرسة الابتِدائِية. وُلد بيتر بمرض الوَدَانَة، نَوعٌ شائعٌ من القَزَامَة، وقد كان القَزَم الوحيدَ في عائِلتِه. لهُ أخٌ أكبر يُدعَى جُونَاثَان. خِلاَل طُفُولتِه، قدَّم الأَخَوان دينكلاج عُروض دُمَى موسيقيّة في حيّهمَا. يصِفُ بيتر أخاهُ جونَاثَان، والذي يعزف الكمَان، بكونِه «صاحِبَ الأدَاء الحقيقّي في العَائلة»، وقال أن شَغَفَ أخِيه في عَزفِ الكَمان كَان الشّيئ الوحِيد الذي وقفَ بينهُ وبين متابعَة التّمثِيل.
حَصَّل دِينكلاَج أَوَّلَ نجاحِِ مَسرحيّ لهُ في مَسرحِيةِِ بعُنوان الأَرنَبُ المَخمَلِي في الصَّف الخَامِس مُؤَدياً الدَّور الرئِيسِي. وقَد سُرَّ كثِيراً برُدُود فِعل الحَاضِرين للمَسرحِية. إِلتَحَقَ دينكلاج بمدرسَة دِيلبَارتُون الكَاثُوليكيّة للفِتيَان، حيثُ طوّر مِن أَدَاءه التمثيلّي هُناك. سَنة 1984، استَلهَم دينكلاج عزيمتهُ لِمتابعة مسيرتِه المهنيّة من مَسرَحية الغَرب الحَقيقِيّ سنة 1984 للكاتب المسرحي الأمرِيكي سَام شِيبَارد.
انضمّ دينكلاج لاحقاً لكُلية بينينغتُون، حيث تَحَصّل على شَهَادةِِ في الدِّراسَات الدراميَّة كما ظهر في العديد من الأعمال قبل التخرُّج سنة 1991. بعد ذلك انتقل هُو وصَدِيقُه إيَّان بِيل إلى مدينة نيُويُورك لتأسيس شركَة إنتَاجَاتِِ مَسرحيّة، انتهَى الأمرُ بالفَشل بسبب عدم قدرتهما على تسديد إيجار شفتهما مما اضطرهما إلى الانتقال منها. من بعد عمل دينكلاج موظفاً في شركة لمعالجة البيانات لمدة ست سنوات قبل أن يتخلى عن وظيفته ويتفرغ للعمل كممثل بدوام كامل.

## مسيرته المهنية

### البداية المهنية (1991–2002)
واجه دينكلاج صعوبات في إيجاد عمل كممثل، ويرجع ذلك جزئياً إلى رفضه الأدوار النمطية التي تُقدم إلى الممثلين في حالته، مثل فيلم أقزام أم عفاريت. كانت بدايته السينيمائية مع الفيلم الكوميدي الدرامي منخفض الميزانية، العيش في النسيان (1995) حيث مثَّل إلى جانب ستيف بوشيمي. يحكي الفيلم قصة مخرج وطاقمه وممثلين يصورون فيلماً مستقلاً منخفض الميزانية في وسط مدينة نيويورك. لَعِب دينكلاج دور ممثل محبَط يعاني من التقزُّم ويتذمر حول أدواره المبتذلة. وقد لقي الفيلم استحساناً من جانب النُّقاد. في العام التالي ظهرَ دينكلاج في فيلم الجريمة والدراما رصاصة من بطولة مغني الراب توباك شاكور. حتى بعد دوره الذي تلقى استحساناً في فيلم العيش في النسيان، لم يستطع دينكلاج إيجاد أحدٍ ليكون وكيل أعماله. بعد توصيةٍ من بوشيمي للمخرج ألكساندر روكويل، تحصَّل دينكلاج على دورٍ في الفيلم الكوميدي 13 قمراً (2002). لاحقاً في مقابلة مع موقع ويب مسرحي، سُأِلَ عن الدور المثالي بالنسبة له، وأجاب «البطل الرومانسي» الذي يظفَرُ بالفتاة.

### انطلاقة النجاح (2003–2010)
كانت انطلاقة بيتر دينكلاج مع فيلم عامل المحطة (2003) من إخراج توماس مكارثي حيث لعب دور فينبار ماكبرايد، وهو رجل هادئ، منطوي وغير متزوج. وفقاً للممثل المساعد بوبي كانفال، استغرق إنتاج الفيلم ثلاث سنوات ولم يتم كتابته في البداية مع وضع دينكلاج في الحسبان. وقال كانفال إن مكارثي «أراد أن يحكي قصة رجل عاشقِِ للقطارات اختار عزل نفسه عن العالم». ولكن عندما بدأ بكتابة السيناريو، قرَّرَ أن يكتب الدّور لدينكلاج. وفي حديثه عن الدور، أشار دينكلاج إلى أن «الأدوار المكتوبة للأشخاص في حجمي عادة ما تكون سطحية» - غالبًا هي إما أدوارٌ هزلية أو شخصيات مليئة بالحكمة من نوع «سيد الخواتم»؛ وأضاف: «إنها لا تملك طباعاً جنسية ولا رومانسية» و «ليست معيبة». ما جذبه إلى الشخصية التي كتبها مكارثي هو أنها لم تكن أحد الأدوار النمطية التي يلعبها الأشخاص الذين يعانون من التقزم. حيث أن ماكبرايد يمتلك «مشاعر رومانسية» بالإضافة إلى «غضب وعيوب». حقّق له الدّور ترشيحات لجائزة الروح المستقلة لأفضل ممثل رئيسي وجائزة نقابة ممثلي الشاشة للأداء المتميز من قبل ممثل في دور رئيسي. صرّح أندرو ساريس الناقد لجريدة نيويورك أوبزيرفر بأن «دينكلاج يعرض كلاً من الحجم والذكاء في التحفظ المذهل لوجهه.» إلى جانب كون عامل المحطة أعلى فيلم تقييماً لدينكلاج على موقع روتن توميتوز، فقد حقق الفيلم نجاحاً نسبياً على شباك التذاكر بأرباح تصل إلى 8 ملايين دولار مقابل ميزانيته الضعيفة.
ظهر دينكلاج لاحقاً في فيلم أطراف أصابع القدم (2003) مع غاري أولدمان وماثيو ماكونهي. تلقى الفيلم مراجعات سلبية، خصوصاً بسبب دور أولدمان كشخص مصاب بالتقزم. وفقاً لدينكلاج، كانت النسخة الأصلية من الفيلم "رائعة"، ولكن تم طرد المخرج بعد مدة قصيرة من تسليمه العمل، وتم إعادة تقطيع الفيلم حتى تحوَّل إلى "كوميديا رومانسية مع أقزام." وعن دور أولدمان المثير للجدل، قال دينكلاج، "كان هناك بعض الخِلاف، لماذا تجعل غاري أولدمان يقف على ركبتيه؟ هذا تقريباً مثل الوجه الأسود. ولدي آرائي الخاصة حول الصوابية سياسية، لكنني كنت أقول، إنه غاري أولدمان. يمكنه أن يفعل ما يشاء، وأنا سعيد جداً لوجودي هنا.
في نفس السنة، مثَّل دينكلاج في العديد من مسرحيات خارج برودواي، مثل مسرحية ريتشارد الثالث. ظهر دينكلاج في الفيلم الكوميدي لعيد الميلاد قزم في دور مايلز فينش، وهو مؤلف قصص أطفال سريع الغضب يقوم بضرب بادي هوبز (ويل فيريل) بعد أن ظن أنه قزم. في عام 2005، لعب دور البطولة في سلسلة الخيال العلمي عتبة من إنتاج سي بي إس وظهر في دور مُخطط زفافات في الفيلم الكوميدي ذا باكستر. كما ظهر في فيلم الدراما والكوميديا والمغامرة لاسي كمُمثل سيرك متنقل. تلقى الفيلم تقييمات إيجابية للغاية، لكنه لم يحقق نجاحاً في شباك التذاكر.
في عام 2006، شارك دينكلاج في بطولة فيلم أثبت جريمتي مع فين ديزل، وهو فيلم دراما محاكم من إخراج سيدني لوميت. يحكي الفيلم القصة الحقيقية لأطول محاكمة مافيا في التاريخ الأمريكي. لعب دينكلاج دور محامي الدفاع الرئيسي بين كلانديس. كانت ردود النقاد إيجابية عموماً، لكن الفيلم واجه فشلاً تجارياً. أشاد الناقد السينمائي لصحيفة شيكاغو سن-تايمز روجر إيبرت بأداء دينكلاج، حيث قال أن الشخصية التي يلعبها تتميز بكونها «مختصرة، واضحة ومهنية». في العام نفسه، جسّد دينكلاج شخصية مارلو سُوير في بعض من حلقات مسلسل نيب/تك. كما مثّل في حلقة من مسلسل إتش بي أو أنتوراج حيث لعب دور نسخة خيالية من نفسه وظهر في مسلسل 30 روك حيث لعب دور ستيوارت. في نفس السنة، أدى دينكلاج دور ليمون، مراسل صحفي، في فيلم الكوميديا الرومانسية البريطاني بينلوبي. ولاقى الفيلم آراء متباينة من النقاد.
ظهر دينكلاج في فيلم الكوميديا البريطاني الموت في جنازة (2007) كما شارك أيضاً في النسخة الأمريكية من الفيلم سنة 2010؛ ويروي الفيلم قصة عائلة تحاول التعامل مع مجموعة متنوعة من القضايا بعد وفاة والدهم. في وقت لاحق من عام 2007، أدى دور الشخصية الشريرة سيمون بار سينيستر في فيلم الكلب الخارق، والذي لاقى استقبالاً سيئاً من النقاد لكنه حقق نجاحاً تجارياً نسبياً.
لعب دينكلاج دور ترامبكين في فيلم سجلات نارنيا: الأمير قزوين (2008). سجّل الفيلم خيبة أمل في شباك التذاكر، حيث وصلت قيمة إيراداته العالمية 419.7 مليون دولار. وصف ناقد الأفلام بيل غيبرون دور دينكلاج في الفيلم بـ «الصورة النمطية اللطيفة التي لطالما حاول تجنبها.» لاحقاً في نفس السنة، قام بأداء دور البطولة في مسرحية العم فانيا من إخراج زوجته إريكا شميدت في مهرجان بارد سامر سكيب السّنوي الذي تقيمه كلية بارد، وذلك في المسرح الصّيفي شمال نيويورك داخل الحرم الجامعي بمنطقة أنادال-أون-هادسون. سنة 2010، ظهر بيتر في الفيلم الأسترالي أحبك أيضاً إلى جانب براندان كويل وبيتر هيليار.

### النُّجومية (2011–الآن)

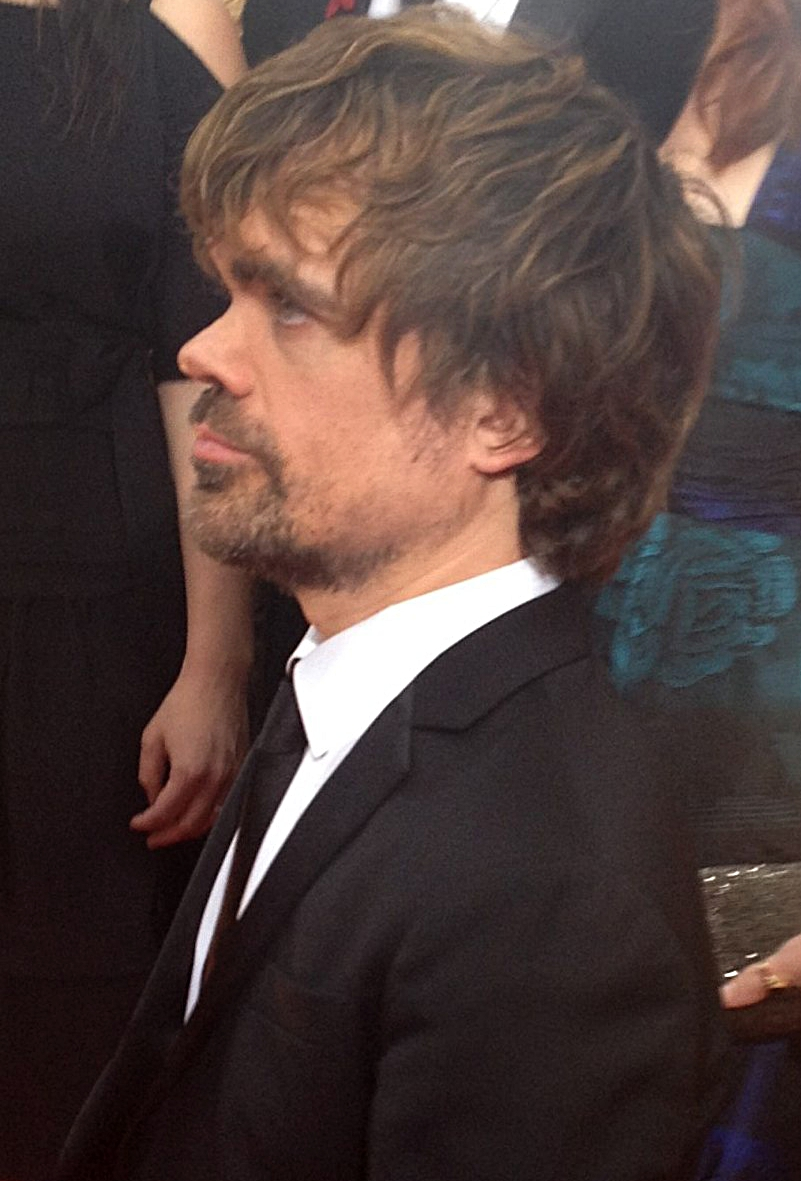
دينكلاج في حفل توزيع جوائز الغولدن غلوب التاسع والستون سنة 2012.

يلعب دينكلاج منذ سنة 2011 دور تيريون لانيستر في مسلسل الفانتازيا والدراما صراع العروش وهو اقتباس لسلسلة أغنية الجليد والنار من كتابة جورج ر. ر. مارتن. تقع أحداث صراع العروش في القارات الخيالية إيسوس وويستروس ويصور الصراع حول القوة بين العائلات النبيلة وقتالهم من أجل الوصول إلى العرش الحديدي للممالك السبع. تيريون هو أحد أفراد آل لانستر أحد أقوى وأغنى العائلات في ويستروس، وهو يستعمل مقامه كعضو من العائلة للتخفيف من حدة التهميش والسخرية التي تلقاها طيلة حياته. كان دينكلاج أول ممثل يُختار للمسلسل في مايو 2009، حيث أشار ديفيد بينيوف ودي. بي. وايس إلى أن كون دينكلاج شخصًا ظريفا وذكيا وألمعيًا كذلك جعله الخيار الأول لتأدية الدور. لم يكن دينكلاج على دراية بالشخصية ولذلك كان متحفظًا أثناء أول لقاء له مع المنتجين، ولكونه قزمًا فإنه قال أنه «لن يعلب شخصية آلف أو جني» وكان دقيقًا في اختياره للدور. أخبر بينيوف ووايس دينكلاج بأن الشخصية مختلفة وأنها «نوع مختلف من فانتازيا صغار القامة الآخرين» وعلى لسان الممثل «لا لحية ولا أحذية مدببة، شخصية رومانسية، إنسان حقيقي». وافق دينكلاج على تأدية دور تيريون في منتصف المقابلة، وكان سبب ذلك جزئيا حسب قوله «لقد أخبروني كم الشخصية مشهورة». قال مارتن عن اختيار دينكلاج للدور: «لو لم يوافق على تمثيل الدور، يا إلهي، لا أدري ما الذي كنا لنفعله». حققت السلسلة نجاحًا هائلا وجُددت لمواسم متعددة وستنتهي في موسمها الثامن في 2018. تلقى دينكلاج مديحًا هائلا على أدائه في المسلسل، حيث كتب عنه ماثيو غيلبرت من صحيفة بوسطن غلوب قائلا: «يقدم دينكلاج أداءً ممتازًا لشخصية ساحرة وغامضة أخلاقيًا مدركة لذاتها». وأشار دان كواس من صحيفة نيويورك تايمز أن أداء دينكلاج جعل الشخصية «أكثر شهرة». وكتبت صحيفة لوس أنجلوس تايمز: «إن صراع العروش ينتمي بعدة أشكال إلى دينكلاج». قيل عن شخصية تيريون أنها «الأكثر اقتباسا» والشخصية «المحبوبة أكثر» من السلسلة. فاز دينكلاج عن أدائه بجائزة الإيمي لأداء متميز من قبل ممثل مساند في مسلسل درامي لكل من سنة 2011 و2015 وكذلك جائزة الغولدن غلوب لأفضل ممثل مساعد سنة 2012. ونتيجة لأدائه أعطي لدينكلاج زيادة في الأجر. وفي مقابلة جرت سنة على برنامج العرض المتأخر مع ديفيد ليترمان قال أنه حاول قراءة الروايات التي بُنيت عليها قصة المسلسل لكنه وجدها صعبة الفهم، وقال مازحًا: «ربما سيقوم كاتب السلسلة جورج مارتن بقتل شخصيتي بعد أن ذكرت هذا». أصبح دينكلاج سنة 2014 رفقة أربعة من زملائه في المسلسل بعضا من الأعلى أجرًا على شاشة التلفاز، إلا أن المصادر تتعارض فيما بينها حول أجرهم للحلقة الواحدة لموسم 2017. قام الممثل أيضًا بالعمل الصوتي لشخصيته في لعبة صراع العروش وهي لعبة أحداثها مبنية على المسلسل.
قام دينكلاج سنة 2012 بالأداء الصوتي لشخصية الكابتن غت في فيلم عصر الجليد: انجراف القارات الذي جنى إيرادات قدرها 877 مليون دولار، هو أعلى أفلامه من حيث الإيرادات منذ سنة 2016. وقال الممثل أن هذا كان أول أداء صوتي له وأنه قام بالإعداد له عبر إراحة صوته قبل جلسات التسجيل، وقال أيضا أنه يفضل القيام بأدوار جديدة لم يقم بها من قبل. ظهر سنة 2013 في مشهد كوميدي قصير من برنامج ساترداي نايت لايف التي تذيعه شبكة إن بي سي، ثم قام بعد ذلك باستضافة حلقة من البرنامج في شهر أبريل من سنة 2016، وظهر في الحلقة في مشهد كوميدي رفقة غوين ستيفاني حيث غنيا أغنية تدعى Space Pants، وقد تلقى مديحًا على أدائه.
مثل دينكلاج سنة 2013 في فيلم كوميديا الرعب فرسان البأس الشديد رفقة راين كوانتن وستيفن زان. الفيلم يحكي قصة ثلاث أصدقاء يمضون إلى الغابة للعب أدوار لعبة سجون وتنانين إلا أنهم يقومون خطأ باستحضار شيطان من الجحيم. ولعب كذلك في نفس السنة دور بوليفار تراسك في فيلم رجال-إكس: أيام المستقبل الماضي. الفيلم كان سادس فيلم من حيث الإيرادات لسنة 2014 حيث بلغت إيراداته 747.9 مليون دولار عالميًا. قال دينكلاج أنه أثناء تحضيره للدور لم يعتبر شخصية تراسك بالضرورة شخصية شريرة، حيث قال أن «تراسك في الواقع يرى أن ما يفعله شيء جيد». سنة 2014 قام بالأداء الصوتي لشبح الذكاء الاصطناعي في لعبة ديستني إلا أنه استبدل بالممثل نولان نورث في أغسطس 2015.
ظهر دينكلاج سنة 2015 في فيلم الخيال العلمي والكوميديا بيكسلز بدور بطل ألعاب آركيد سابق اسمه إيدي بلانت، الفيلم تلقى مراجعات سلبية. جنى الفيلم إيرادات عالمية قدرها 244.9 مليون دولار. وفي 2016 لعب صوت شخصية الصقر العظيم في فيلم الطيور الغاضبة وسجل أغنية للموسيقى التصويرية الخاصة بالفيلم، أصبح الفيلم ثاني فيلم مقتبس عن لعبة فيديو من حيث الإيرادات بإيرادات عالمية وصلت إلى 349.8 مليون دولار حيث يوجد فيلم ووركرافت في المرتبة الأولى بإيرادات قدرها 433.5 مليون دولار. الفيلم أصبح أيضًا أنجح فيلم فنلندي حتى الآن. فشل فيلمه الموالي Remomery في الحصول على ردود إيجابية من المشاهدين لكن دوره سام بلوم تلقى مديحًا جيدًا، حيث كتبت ناقدة الأفلام المستقلة ياسمين كلنبارت أن «دينكلاج يستحق فيلمًا أفضل من هذا» وكتب جون ديفور من مجلة هوليوود ريبورتر أنه «يقدم دورًا رئيسيًا مليئًا بالروح مما سيجذب انتباه المعجبين». مثل دينكلاج كذلك سنة 2017 دورًا مساعدًا في فيلم ثلاث لوحات خارج إيبينغ، ميزوري وكذلك فيلم الدراما ثلاثة من يسوع اللذان عُرضا في مهرجان تورونتو السينمائي الدولي. ومثل سنة 2018 في فيلم أعتقد أننا وحيدان الآن بدور ديل رفقة إل فانينغ التي لعبت دور غرايس، وقد عُرض الفيلم لأول مرة في مهرجان صاندانس السينمائي.

#### مشاريع قادمة
أمضى دينكلاج بالاشتراك مع الكاتب المخرج ساتشا جيرفاسي سنوات في إنتاج فيلم مبني على أحداث الأيام الأخيرة من حياة الممثل هيرفي فيليتشايز، الذي انتحر بعد فترة وجيزة من مقابلته مع جيرفاسي. واعتباراً من سنة 2017، دينكلاج سوف يلعب الدور الرئيسي في فيلم عشائي مع هيرفي. وقد وافقت إتش بي أو على إنتاج الفيلم، حيث سيشارك في التمثيل جيمي دورنان إلى جانب دينكلاج. تم الإعلان سنة 2017 على أن دينكلاج سوف يلعب دور البطولة في الفيلم الكوميدي O Lucky Day، من إخراج آدم شانكمان.
في أوائل عام 2017، تم اختيار دينكلاج للمشاركة في فيلم المنتقمون:الحرب الأبدية سنة 2018 من إنتاج استوديوهات مارفل، وسوف يعود سنة 2019 لأداء نفس الدور في Untitled Avengers film.
انتهى دينكلاج من تصوير الفيلم الدرامي أظن بأننا وحدنا الآن والذي سيصدر سنة 2018، تدور أحداث الفيلم حول صداقة بين ديل (يلعب دوره دينكلاج)، وغرايس (تلعب دورها إيل فانينغ).
في 5 أكتوبر، 2017، قام دينكلاج بشراء حقوق إنتاج النسخة السينيمائية لرواية The Thicket من كتابة جو ر. لانسدل. ومن المقرر أن يؤدي دينكلاج دور Shorty رغم أن إنتاج الفيلم لم ينطلق بعد.

## حياته الشخصية

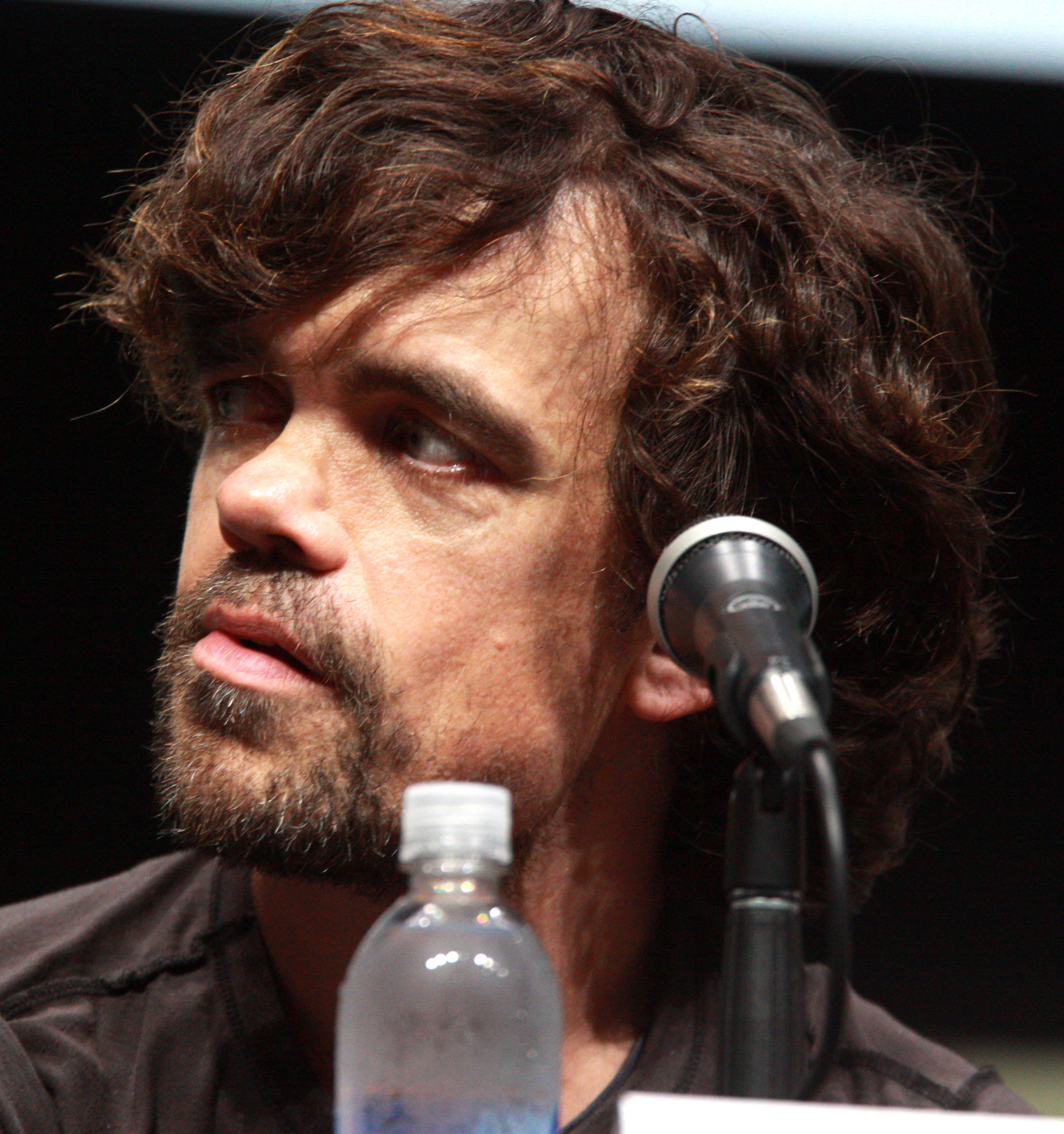
دينكلاج في مؤتمر سان دييغو كومك كون إنترناشونال سنة 2013

سنة 2005، تزوّج دينكلاج المُخرجة المسرحية إريكا شميدت. لديهم ابنة رُزِقا بها سنة 2011. لم يتم الكشف عن اسم طفلتهما للعامّة، كما أن دينكلاج نفى صحة بعض الأخبار التي تروج أن اسمها «زيليغ». منذ 2 مارس 2017، يترقَّب دينكلاج وشميدت مولودهما الثاني.
في بدايات التسعينيات، تعرض دينكلاج لإصابة في وجهه. مما سببت له ندبة امتدت من عنقه إلى حواجبه. وكان ذلك خلال تأديته لعرض موسيقي في النادي الليلي سي بي جي بي بنيويورك مع فرقة من نوع «فانك-بانك-راب» تُدعى «ويزي» (بالإنجليزية: Whizzy). كانت الإصابة بسبب تلقيه ضربة ركبة من غير قصد مما جعله ينزف على المنصة.
سنة 2008، وصف دينكلاج نفسه على أنه كاثوليكي الثقافة. دينكلاج نباتيّ منذ سن ال16. كذلك هو مدافع عن حقوق الحيوان، حيث يدعم منظمة «مزرعة الملاذ الآمن» (بالإنجليزية: Farm Sanctuary) وقد شغل دور المتحدث الرسمي في مسيرة أقامتها المنظمة من أجل الحيوانات المزرعية. كما قام كذلك بالظهور في فيديو لبيتا بعنوان «واجه طعامك» يدعو فيه لاعتماد نمط غذاء نباتي بناء على أسباب أخلاقية. سَنَة 2017، شارك دينكلاج بمسيرة النساء في بارك سيتي، يوتا للتظاهر حول بعض السياسات والقوانين التي تخص حقوق الإنسان وقضايا أخرى.
دينكلاج يعاني من لاتصنع الغضروف، أحد أنواع مرض التقزّم. والذي يؤثر على نمو العظام، وكنتيجة لذلك يبلغ طوله 135 سم فقط، مع رأس وجذع متوسطي الحجم لكن أيدي وأرجل قصيرة. رغم أن دينكلاج متقبل لحالته، إلا أنها خلقت له صعوبات مع كُبره. في 2003، قال بيتر أنه عندما كان أصغر سناً كان دائماً غاضباً وحاقداً حول حالته، لكن مع تقدمه في السن، أدرك أنه «فقط كان عليه امتلاك حس دعابة»، ليعلم «أنها ليست مشكلتك، إنها مشكلتهم.» عندما سُأل عام 2012 حول ما إذا كان يعتبر نفسه «متحدثاً باسم حقوق الناس الصغار»، دينكلاج ردَّ بـ: «أنا لا أعرف ما يجب أن أقوله، الناس يختلفون. كل شخص في نفس حجمي لديه حياة مختلفة، ماضٍ مختلف. طرق مختلفة للتعامل مع الأمر. فقط بما أنني على ما يبدو متعايش مع هذا الوضع، لا يمكنني تقديم النصائح حول كيفية تقبله.» دينكلاج يُرى كقدوة للأشخاص في نفس حالته.
في حفل توزيع جوائز الغولدن غلوب سنة 2012، بعد فوز دينكلاج بجائزة الغولدن غلوب لأفضل ممثل مساعد. قال في خطابه للجمهور أنه كان يفكر بشأن «رجل، اسمه مارتين هيندرسون»، واقترح البحث حول اسمه على غوغل. هيندرسون هو شخص من إنجلترا يعاني من داء التقزّم، أُصيب بجروح بليغة إثر قيام مشجع رغبي برميه أرضاً خلال جلوسه في حانة. خطاب دينكلاج استرعى اهتمام وسائل الإعلام وعامة الناس لظاهرة قذف الأقزام كما تردد اسم هيندرسون على مواقع التواصل الاجتماعي بشكل واسع عالمياً. دينكلاج رفض عروضاً قدمتها له برامج حوارية لمناقشة الموضوع. لاحقاً أوضح أنه كان ليَقبل هذه العروض قبل 20 سنة لكنه «الآن يعيش بسلام مع الأمور» وأضاف «لقد قد قلت ما أردت قوله، لدي صديق يقول أن العالم لا يحتاج قزماً غاضباً آخر.»

## أعماله

### أفلام
| العنوان                        | العنوان                                   | السنة | الدور              | المخرجون                 | ملاحظات                                | م                       |
| بالعربية                       | بالإنجليزية                               | السنة | الدور              | المخرجون                 | ملاحظات                                | م                       |
| ------------------------------ | ----------------------------------------- | ----- | ------------------ | ------------------------ | -------------------------------------- | ----------------------- |
| العيش في النسيان               | Living in Oblivion                        | 1995  | تيتو               | توم ديسيليو              |                                        | [ 89 ] [ 90 ] [ 91 ]    |
| رصاصة                          | Bullet                                    | 1996  | مدير المبنى        | جوليان تمبل              | لم يُذكر اسمه في لائحة الممثلين         | [ 92 ]                  |
| رجال آمنون                     | Safe Men                                  | 1998  | ليفلور             | جون هامبورغ              |                                        | [ 93 ] [ 94 ]           |
| مُهمَل                           | Pigeonholed                               | 1999  | روي                | مايكل سوانهاوس           |                                        | [ 92 ]                  |
| أبداً مرة أخرى                  | Never Again                               | 2001  | هاري آبلتون        | إريك شافر                |                                        | [ 95 ] [ 96 ]           |
| الطبيعة البشرية                | Human Nature                              | 2001  | فرانك              | ميشيل غوندري             |                                        | [ 97 ] [ 98 ] [ 99 ]    |
| 13 قمراً                        | 13 Moons                                  | 2002  | بينكي              | ألكساندر روكويل          |                                        | [ 89 ] [ 100 ]          |
| مجرد قبلة                      | Just a Kiss                               | 2002  | دينك               | فيشر ستيفنز              |                                        | [ 101 ]                 |
| عامل المحطة                    | The Station Agent                         | 2003  | فينبار ماكبرايد    | توماس مكارثي             |                                        | [ 89 ] [ 102 ] [ 103 ]  |
| أطراف أصابع القدم              | Tiptoes                                   | 2003  | موريس              | ماثيو برايت              |                                        | [ 89 ] [ 104 ]          |
| قزم                            | Elf                                       | 2003  | مايلز فينش         | جون فافرو                |                                        | [ 105 ] [ 106 ] [ 107 ] |
| 89 ثانية في ألكَازار            | 89 Seconds at Alcázar                     | 2004  | ماري بابولا        | إيف سوسمان               | فيلم قصير                              | [ 108 ]                 |
| مصيدة السجن                    | Jail Bait                                 | 2004  | ليندو              | بين سينسبوري             | فيلم قصير                              | [ 97 ] [ 109 ]          |
| إيدن الناجي                    | Surviving Eden                            | 2004  | ستيرنو             | غريغ بريتيكين            |                                        | [ 97 ] [ 110 ]          |
| آل باكستر                      | The Baxter                                | 2005  | بينسون هيدجز       | مايكل شوالتر             |                                        | [ 111 ]                 |
| فنانوا الهروب                  | Escape Artists                            | 2005  | السيد داف          | مايكل لورانس             |                                        | [ 112 ] [ 113 ]         |
| لاسي                           | Lassie                                    | 2005  | راولي              | شارلز ستوريدج            |                                        | [ 97 ] [ 114 ]          |
| ثروات                          | Fortunes                                  | 2005  | مايك كيركوود       | باركر كروس               |                                        | [ 115 ] [ 116 ]         |
| غرفة النسيان                   | The Limbo Room                            | 2006  | داستي سبيتز        | ديبرا أيزنستادت          |                                        | [ 117 ]                 |
| أثبت جريمتي                    | Find Me Guilty                            | 2006  | بِن كلانديس         | سيدني لوميت              |                                        | [ 118 ] [ 119 ]         |
| الهارب الصغير                  | Little Fugitive                           | 2006  | سام نورتون         | جُوانا ليبر               |                                        | [ 97 ] [ 120 ] [ 121 ]  |
| بينيلوب                        | Penelope                                  | 2006  | ليمون              | مارك بالانسكي            |                                        | [ 122 ]                 |
| عيد الصعود                     | Ascension Day                             | 2007  | برانتلي            | أكوسوا بوسيا             |                                        | [ 92 ]                  |
| الموت في جنازة                 | Death at a Funeral                        | 2007  | بيتر               | فرانك أوز                |                                        | [ 97 ] [ 123 ]          |
| الخاسر                         | Underdog                                  | 2007  | سيمون بار سينيستر  | فريديريك دو شاو          |                                        | [ 97 ] [ 124 ]          |
| سجلات نارنيا: الأمير قزوين     | The Chronicles of Narnia: Prince Caspian  | 2008  | ترامبكين           | أندرو آدامسون            |                                        | [ 89 ] [ 125 ]          |
| سانت جون من لاس فيغاس          | Saint John of Las Vegas                   | 2009  | السيد تاونسيند     | هو رودز                  |                                        | [ 126 ]                 |
| الموت في جنازة                 | Death at a Funeral                        | 2010  | فرانك              | نيل لابوت                |                                        | [ 97 ] [ 127 ]          |
| أنا أحبك أيضاً                  | I Love You Too                            | 2010  | شارلي              | داينا رايد               |                                        | [ 128 ]                 |
| في آخر طقوس فدية الكبرياء      | The Last Rites of Ransom Pride            | 2010  | قزم                | تيلر راسل                |                                        | [ 129 ]                 |
| بيت سمولز ميت                  | Pete Smalls Is Dead                       | 2010  | كي. سي. مونك       | ألكساندر روكويل          | دينكلاج هو منتج الفيلم كذلك            | [ 89 ] [ 130 ]          |
| قليلاً من الجنة                 | A Little Bit of Heaven                    | 2011  | فيني               | نيكول كاسيل              |                                        | [ 131 ]                 |
| عصر الجليد: انجراف القارات     | Ice Age: Continental Drift                | 2012  | كابتن غَت           | ستيف مارتينو مايك ثورمير | دور صوتي                               | [ 132 ] [ 133 ]         |
| قضية بشأنك                     | A Case of You                             | 2013  | جيرارد             | كات كويرو                |                                        | [ 89 ] [ 134 ]          |
| فرسان البأس الشديد             | Knights of Badassdom                      | 2013  | هانغ               | جو لينش                  | دينكلاج هو المنتج التنفيذي للفيلم كذلك | [ 135 ] [ 136 ] [ 137 ] |
| منخفض                          | Low Down                                  | 2014  | آلين               | جيف بريس                 |                                        | [ 138 ] [ 139 ] [ 140 ] |
| رجال-إكس: أيام المستقبل الماضي | X-Men: Days of Future Past                | 2014  | بوليفار تراسك      | براين سينجر              |                                        | [ 141 ] [ 142 ] [ 143 ] |
| الرجل الأكثر غضباً في بروكلين   | The Angriest Man in Brooklyn              | 2014  | آرون ألتمان        | فيل ألدين روبينسون       |                                        | [ 144 ] [ 145 ]         |
| تاكسي                          | Taxi                                      | 2015  | مارك               | كيرستين آلريكس           |                                        | [ 146 ]                 |
| بيكسلز                         | Pixels                                    | 2015  | إدي بلانت          | كريس كولومبوس            |                                        | [ 147 ] [ 148 ]         |
| الرئيسَة                        | The Boss                                  | 2016  | رونو               | بين فالكون               |                                        | [ 149 ] [ 150 ]         |
| فيلم الطيور الغاضبة            | The Angry Birds Movie                     | 2016  | النّسر العظيم (صوت) | كلاي كايتس فيرغال رايلي  | دور صوتي                               | [ 151 ]                 |
| إعادة تشغيل الذاكرة            | Rememory                                  | 2017  | سام بلوم           | مارك بالانسكي            |                                        | [ 152 ]                 |
| لافيدا نويسترا                 | La Vida Nuestra                           | 2017  | شَّاد جونسون         | راؤول آريفالو            | فيلم قصير                              | [ 153 ]                 |
| ثلاث لوحات خارج إيبينغ، ميزوري | Three Billboards Outside Ebbing, Missouri | 2017  | جيمس               | مارتن ماكدونا            |                                        | [ 154 ]                 |
| ثلاثة من يسوع                  | Three Christs                             | 2017  | جوزيف              | جون أفنيت                |                                        | [ 155 ] [ 156 ]         |
| أظن بأننا وحدنا الآن           | I Think We're Alone Now                   | 2018  | ديل                | ريد مورانو               | دينكلاج هو أيضاً منتج الفيلم            | [ 157 ]                 |
| المنتقمون: الحرب اللانهائية    | Avengers: Infinity War                    | 2018  | إيتيري             | الأخوان روسو             |                                        | [ 158 ]                 |
| فيلم الطيور الغاضبة 2          | The Angry Birds Movie 2                   | 2019  | مايتي إيغل (صوت)   | ثورورب فان أورمان        | الصوت؛ التصوير                         | [ 159 ]                 |
| بين سرخسين: الفيلم             | Between Two Ferns: The Movie              | 2019  | نفسه               | سكوت آكرمان              |                                        |                         |
| آل كروودز 2                    | The Croods 2                              | 2020  | فيل بيترمان (صوت)  | جويل كروفورد             | في مرحلة الإنتاج                       | [ 160 ]                 |
| أهتم كثيراً                     | I Care a Lot                              | –     |                    | جيه بلاكيسون             | في مرحلة ما بعد الإنتاج                | [ 161 ]                 |

| علامة الخنجرية | ترمز إلى الأفلام التي لم تصدر بعد |

### مسلسلات
| العنوان               | العنوان                  | السنة     | الدور                | الشّبكة               | ملاحظات                                                         | م       |
| بالعربية              | بالإنجليزية              | السنة     | الدور                | الشّبكة               | ملاحظات                                                         | م       |
| --------------------- | ------------------------ | --------- | -------------------- | -------------------- | --------------------------------------------------------------- | ------- |
| ساينفيلد              | Seinfeld                 | 1995      | جيمس (صوت هاتفي)     | هيئة الإذاعة الوطنية | حلقة: "The Wink" (الغَمزَة)                                       |         |
| أوز                   | Oz                       | 2001      | ضحية قتل             | إتش بي أو            | حلقة: "Even the Score" (حتّى النتيجة)                            | [ 162 ] |
| الشارع                | The $treet               | 2001      | قزم                  | FOX                  | حلقة: "Junk Bonds" (السَّندَات غَير المَرغُوب فِيهَا)                   | [ 22 ]  |
| ثيرد واتش             | Third Watch              | 2002      | تاجر مخدرات          | هيئة الإذاعة الوطنية | حلقة: "The Long Guns" (المُسَدَّسَات الطَّويلَة)                        | [ 22 ]  |
| أنا مَعَها              | I'm with Her             | 2004      | إليوت روزن           | ABC                  | 3 حلقات                                                         | [ 22 ]  |
| ب.و.ف.                | .P.O.V                   | 2004      | الرّاوي               | بي بي إس             | مسلسل وثائقي حلقة: "Freedom Machines" (آلات الحُريَّة)             | [ 163 ] |
| الحياة كما نعرفها     | Life As We Know It       | 2005      | الدكتور بيلبر        | ABC                  | حلقتان                                                          | [ 22 ]  |
| أنتوراج               | Entourage                | 2005      | بيتر دينكلاج (نفسه)  | إتش بي أو            | حلقة: "The Sundance Kids" (فتيان الصندانس)                      | [ 22 ]  |
| اختبار بوب            | Testing Bob              | 2005      | روبينسون هارت "بوب"  | ABC                  | حلقة تجريبية                                                    | [ 164 ] |
| سيليبريتي بوكر شوداون | Celebrity Poker Showdown | 2005      | بيتر دينكلاج (نفسه)  | برافو                | الدَّورة السادسة                                                  | [ 22 ]  |
| العتَبة                | Threshold                | 2005–2006 | آرثر رامزي           | سي بي إس/سكاي 1      | 13 حلقة                                                         | [ 22 ]  |
| أُلترا                 | Ultra                    | 2006      | —                    | سي بي إس             | حلقة تجريبية                                                    | [ 165 ] |
| ب.و.ف.                | .P.O.V                   | 2006      | بيتر دينكلاج (نفسه)  | بي بي إس             | حلقة: "No Bigger than a Minute" (ليسَ أكبرَ مِن دقيقة)             | [ 166 ] |
| نيب/تك                | Nip/Tuck                 | 2006      | مارلو صُوير           | FX                   | 7 حلقات                                                         | [ 22 ]  |
| 30 روك                | 30 Rock                  | 2009      | ستيوارت              | هيئة الإذاعة الوطنية | حلقة: "Señor Macho Solo" (سِينيُور مَاشُو صُولُو)                     | [ 167 ] |
| صراع العروش           | Game of Thrones          | 2011–2019 | تيريون لانستر        | إتش بي أو            | دَور رَئيسي                                                       | [ 168 ] |
| ساترداي نايت لايف     | Saturday Night Live      | 2013      | بيتر درانكلاج        | هيئة الإذاعة الوطنية | حلقة: "Melissa McCarthy/Phoenix" (ميليسا مكارثي/فينكس)          | [ 22 ]  |
| شارع السمسم           | Sesame Street            | 2013      | سيمون                | بي بي إس             | حلقة: "Simon Says" (سِيُمون يَقُول)                                 | [ 169 ] |
| ساترداي نايت لايف     | Saturday Night Live      | 2016      | بيتر دينكلاج (الضيف) | هيئة الإذاعة الوطنية | حلقة: "Peter Dinklage/Gwen Stefani" (بيتر دينكلاج/غوين ستيفاني) | [ 170 ] |
| عشائي مع هيرفي        | My Dinner with Hervé     | 2018      | هيرفي فيلشايز        | إتش بي أوَ            | فيلم تلفزيوني؛ بيتر هو المنتج التنفيذي                          | [ 171 ] |

| علامة الخنجرية | ترمز إلى المسلسلات التي لم تصدر بعد |

### مسرحيات
| العنوان            | العنوان                 | السنة | الدور          | المكان                     | م               |
| بالعربية           | بالإنجليزية             | السنة | الدور          | المكان                     | م               |
| ------------------ | ----------------------- | ----- | -------------- | -------------------------- | --------------- |
| قانون القتل        | The Killing Act         | 1995  | توم ثامب       | Access Theatre             | [ 172 ]         |
| حبٌّ غيرُ مِثالي       | Imperfect Love          | 2000  | بيبو           | New York Performance Works | [ 173 ] [ 174 ] |
| تَطوُّر               | Evolution               | 2002  | ريكس           | Bleecker Street Theatre    | [ 175 ]         |
| ريتشَّارد الثالث     | Richard III             | 2003  | ريتشارد الثالث | The Public Theater         | [ 89 ]          |
| الأملُ يغادِر المَسرح | Hope Leaves the Theatre | 2005  | أدوار متعددة   | St. Ann's Warehouse        | [ 176 ]         |
| أشياءُ نريدها       | Things We Want          | 2007  | ستاي           | Acorn Theater              | [ 177 ]         |
| شهرٌ في الرِيف       | A Month in the Country  | 2015  | راكيتين        | Classic Stage Company      | [ 178 ]         |
| سيرانو             | Cyrano                  | 2018  | سيرانو         | Terris Theatre             | [ 173 ] [ 174 ] |
| سيرانو             | Cyrano                  | 2019  | سيرانو         | Daryl Roth Theater         | [ 179 ]         |

### ألعاب فيديو
| العنوان                                          | السنة     | الدّور الصوتي  | ملاحظات                          | المرجع  |
| ------------------------------------------------ | --------- | ------------- | -------------------------------- | ------- |
| عصر الجليد: انجراف القارات – ألعاب القطب الشمالي | 2012      | القبطان غات   |                                  | [ 180 ] |
| ديستني                                           | 2014      | الشبح         | تم استبداله بنولان نورث سنة 2015 | [ 181 ] |
| صراع العروش                                      | 2014–2015 | تيريون لانستر |                                  | [ 182 ] |

## الجوائز والترشيحات
اعتباراً من عام 2017، فاز بيتر دينكلاج بأربعة عشر جائزة من أصل 61 ترشيحاً. وقد رُشح لسبع جوائز إيمي برايم تايم و14 جائزة نقابة ممثلي الشاشة، حيث فاز بأربع جوائز إيمي برايم تايم وجائزة نقابة ممثلي الشاشة وجائزة غولدن غلوب.

### جوائز جمعية شيكاغو لنقاد السينما
| السنة | العمل       | الفئة         | النتيجة | المراجع |
| ----- | ----------- | ------------- | ------- | ------- |
| 2004  | عامل المحطة | أفضل مؤدٍ واعد | رُشِّح     | [ 183 ] |

### جائزة اختيار النقاد للأفلام
تُمنح جائزة اختيار النقاد سنويًا للإنجازات البارزة في صناعة السينما والتلفزيون والأفلام الوثائقية. حاز دينكلاج على جائزة واحدة من أربعة ترشيحات.
| السنة | العمل                          | الفئة                                   | النتيجة | المراجع         |
| ----- | ------------------------------ | --------------------------------------- | ------- | --------------- |
| 2012  | صراع العروش                    | أفضل ممثل مساعد في مسلسل دراما تلفزيوني | رُشِّح     | [ 185 ]         |
| 2016  | صراع العروش                    | أفضل ممثل مساعد في مسلسل دراما تلفزيوني | رُشِّح     | [ 186 ]         |
| 2017  | صراع العروش                    | أفضل ممثل مساعد في مسلسل دراما تلفزيوني | رُشِّح     | [ 187 ] [ 188 ] |
| 2017  | صراع العروش                    | أفضل ممثل مساعد في مسلسل دراما تلفزيوني | فوز     | [ 187 ] [ 188 ] |
| 2017  | ثلاث لوحات خارج إيبينغ، ميزوري | أفضل تمثيل من قبل طاقم في فيلم          |         | [ 187 ] [ 188 ] |

### جمعية ديترويت لنقاد السينما
تُمنح جائزة جمعية ديترويت لنقاد السينما سنويًا تقديرًا للإنجازات في صناعة الأفلام والعروض التمثيلية. تلقى دينكلاج ترشيحًا واحدًا.
| السنة | العمل                          | الفئة     | النتيجة | المراجع |
| ----- | ------------------------------ | --------- | ------- | ------- |
| 2017  | ثلاث لوحات خارج إيبينغ، ميزوري | أفضل طاقم | رُشِّح     | [ 189 ] |

## وصلات خارجية
- بيتر دينكلاج على موقع IMDb (الإنجليزية)
- بيتر دينكلاج على موقع الموسوعة البريطانية (الإنجليزية)
- بيتر دينكلاج على موقع روتن توميتوز (الإنجليزية)
- بيتر دينكلاج على موقع مونزينجر (الألمانية)
- بيتر دينكلاج على موقع قاعدة بيانات الأفلام العربية
- بيتر دينكلاج على موقع ألو سيني (الفرنسية)
- بيتر دينكلاج على موقع ميوزك برينز (الإنجليزية)
- بيتر دينكلاج على موقع تيرنر كلاسيك موفيز (الإنجليزية)
- بيتر دينكلاج على موقع أول موفي (الإنجليزية)
- بيتر دينكلاج على موقع قاعدة بيانات الأفلام السويدية (السويدية)

- بيتر دينكلاج في قاعدة بيانات أقل من برودواي على الإنترنت
- Peter Dinklage at Emmys.com نسخة محفوظة 21 أغسطس 2013 على موقع واي باك مشين.
- Dan Kois (29 مارس 2012). "Peter Dinklage Was Smart to Say No". نيويورك تايمز. مؤرشف من الأصل في 2019-10-11.